# Dientener Berge
Die Dientener Berge, auch Dientner Berge, sprich ausnahmslos „Deant[e]ner Berge“, bilden die Hauptgruppe der Schieferalpen im Salzburgerland. Sie sind nördlich und östlich vom Salzachtal, südlich von der Linie Schönfeldspitze-Hochkönig und östlich von Zeller See sowie dem Saalfeldner Becken des Saalachtals begrenzt. Orographisch hängen sie mit den Berchtesgadener Alpen zusammen.

## Zur Benennung
Wie andere Gebirgsgruppen der Gegend auch, heißt die Gruppe nach demjenigen Ort, der am ehesten in ihrer Mitte liegt, dem Dorf Dienten am Hochkönig (analog benannt sind etwa Kitzbüheler Alpen und Berchtesgadener Alpen).

## Lage und Landschaft
Das Gebirge ist großteils bewaldet, auf den Höhen aber alpiner Rasen (Grasberge, mit Mittelgebirgscharakter), und weist – außer in den begrenzenden Tälern – keine einzige größere Siedlung auf. Nur am Südostrand bildet sich mit der Sonnenterrasse um Goldegg im Pongau ein kleiner Höhensiedlungsraum. Auch die ganze Talflanke zur Salzach hin ist streubesiedelt.
Das Dientnertal zerschneidet das Gebirge in Nord-Süd-Richtung und trennt es in zwei annähernde Quadrate.
- Der Westteil besitzt die höheren Gipfel und übersteigt in einigen die 2000-Meter-Marke: Hundstein (2117 m ü. A.), Hochkasern (2017 m ü. A.) und Schwalbenwand (2011 m ü. A.), er wird insgesamt Hundstein[stock] (Trimmel Nr. 1421) genannt.
- Der Ostteil erreicht im Schneebergkreuz 1938 m ü. A. sowie in drei weiteren Gipfeln 1800 Meter. Er bildet die Schneeberg-Hochglockner-Gruppe (Trimmel Nr. 1422)

In der Gegend wird auch der nördlich des Mühlbachtales gelegene Hochkeil (1782 m ü. A.), ein Vorberg des Hochkönigs, als Hausberg des Arthurhauses, noch zu den Grasbergen gezählt.

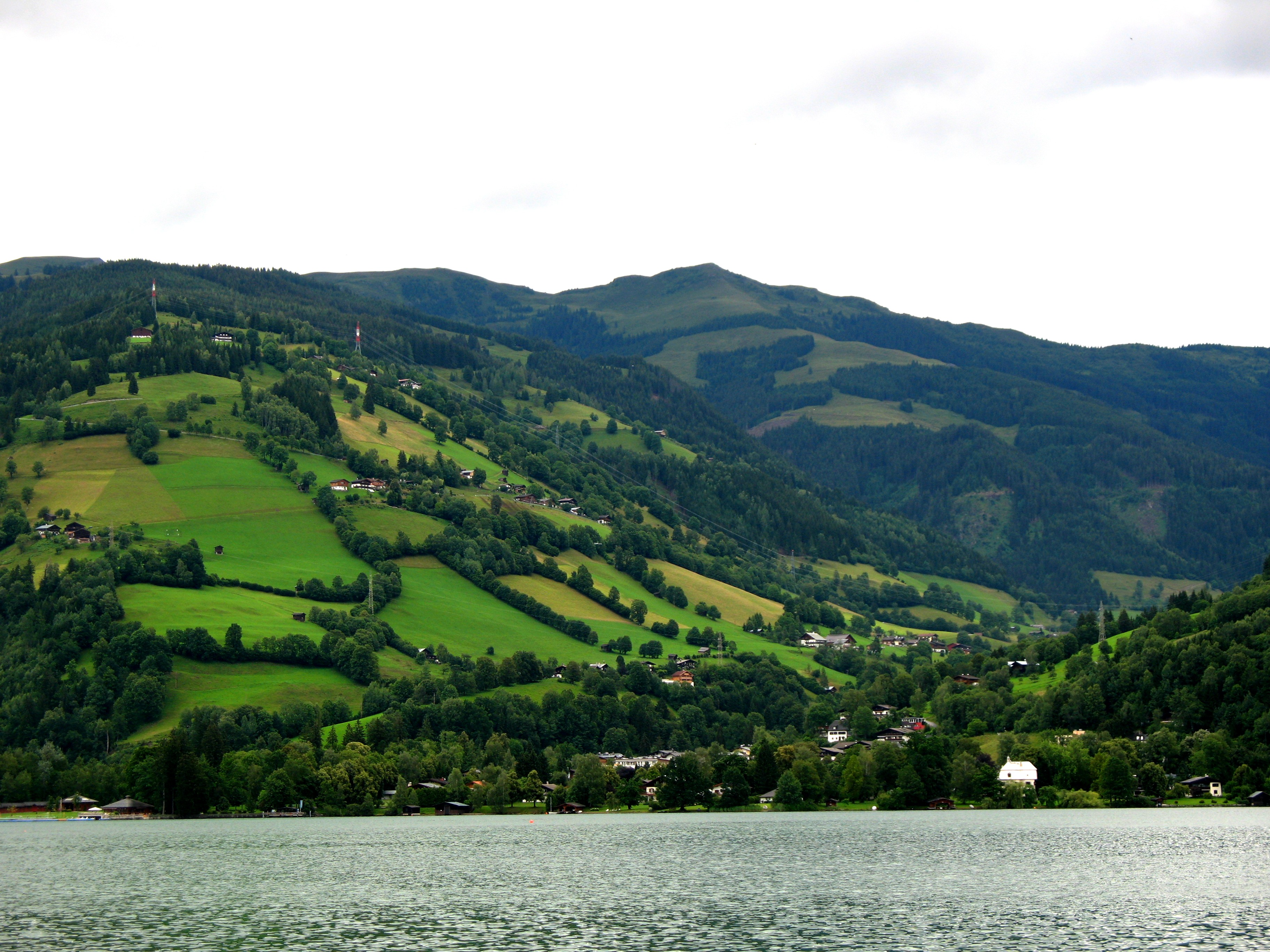
Westflanke, bei Zell am See mit Hundstein
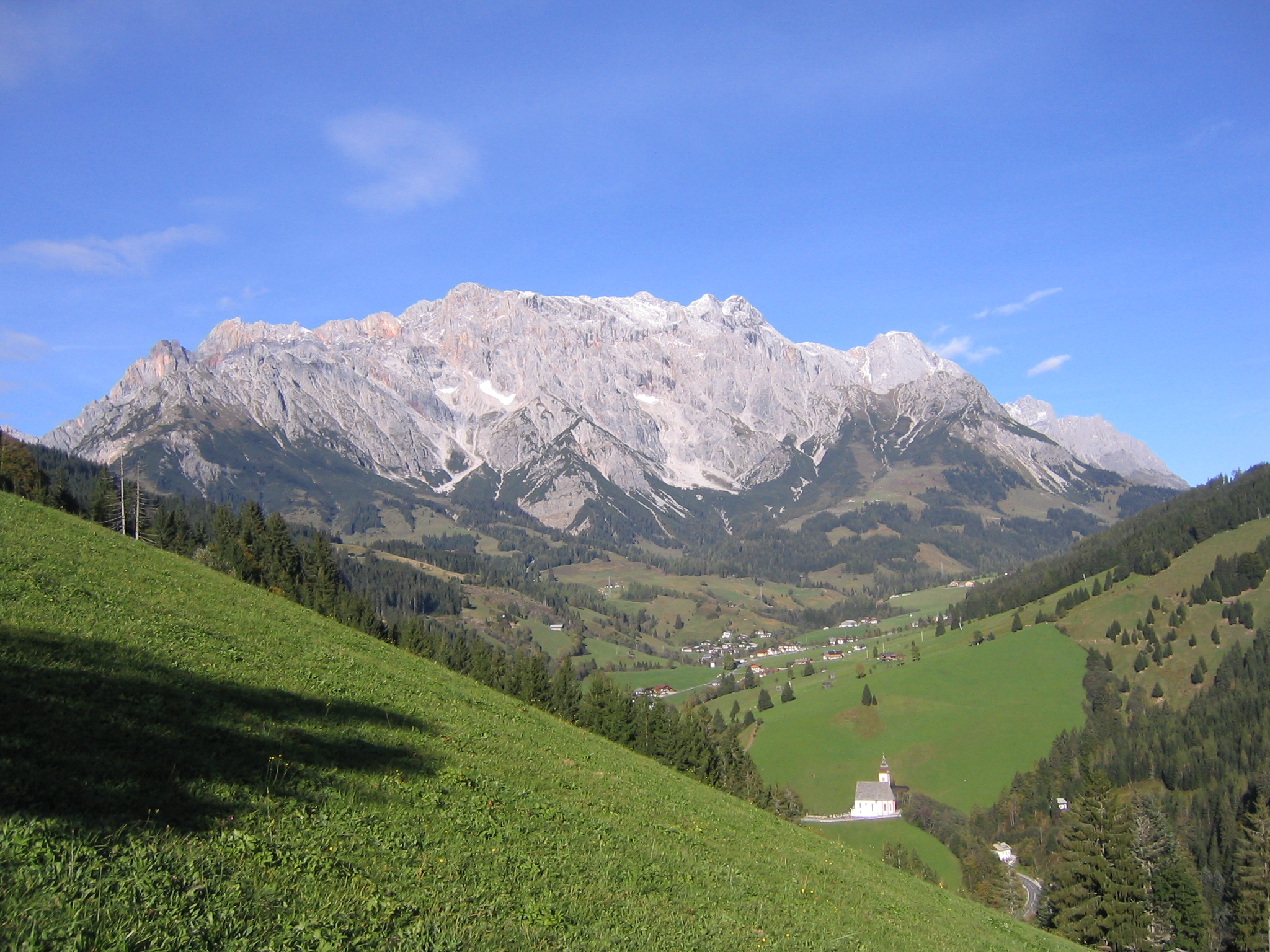
Zentrale Talfurche, nach Norden gegen Hochkönig und Dienten
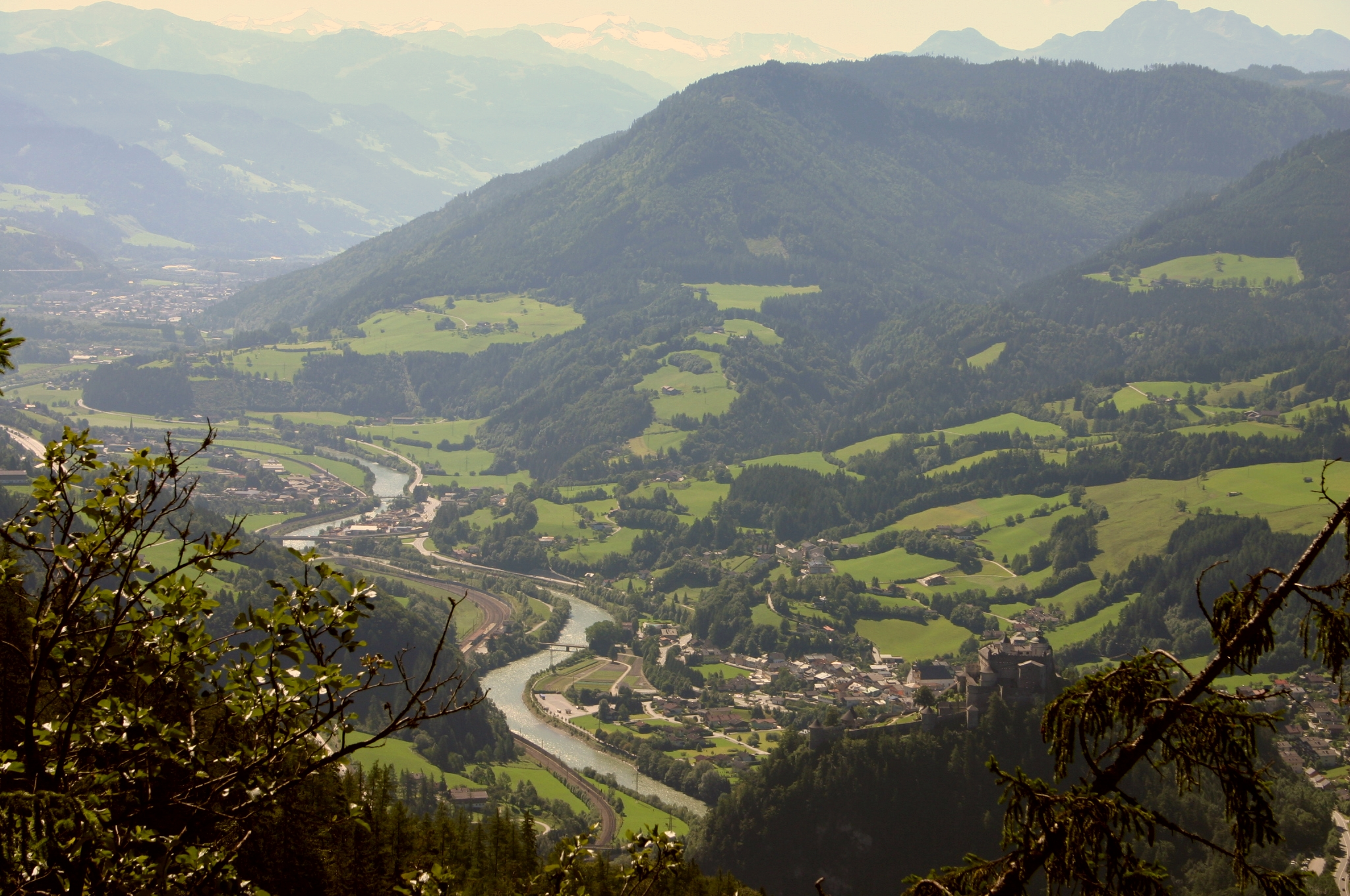
Nordostende, bei Werfen

## Tourismus
Die gesamte Nordabdachung der Region beherbergt lokale Skigebiete, die zu Hochkönigs Winterreich der Ski amadé zusammengeschlossen sind, von denen jenes am Nordrand beim Arthurhaus und die Umgebung von Dienten die größten sind, und die sich dann bis Saalfelden ziehen. Ein kleineres Schigebiet gibt es auch auf der Sonnenterrasse um Goldegg (Goldegger Buchberg).
Außerdem findet sich am Ostrand bei Bischofshofen die Paul-Außerleitner-Schanze, eine der vier Stationen der Vierschanzentournee.
Das Innere der Gruppe ist kaum touristisch erschlossen und bietet reizvolle, wenig frequentierte Höhenwanderungen entlang des Hauptkammes der Gruppe, die Fortsetzung des Höhenwegs nach Westen über Zell am See hinaus ist der Pinzgauer Spaziergang, der von ähnlicher Art ist.
Die Schwalbenwand ist als Flugberg bekannt.

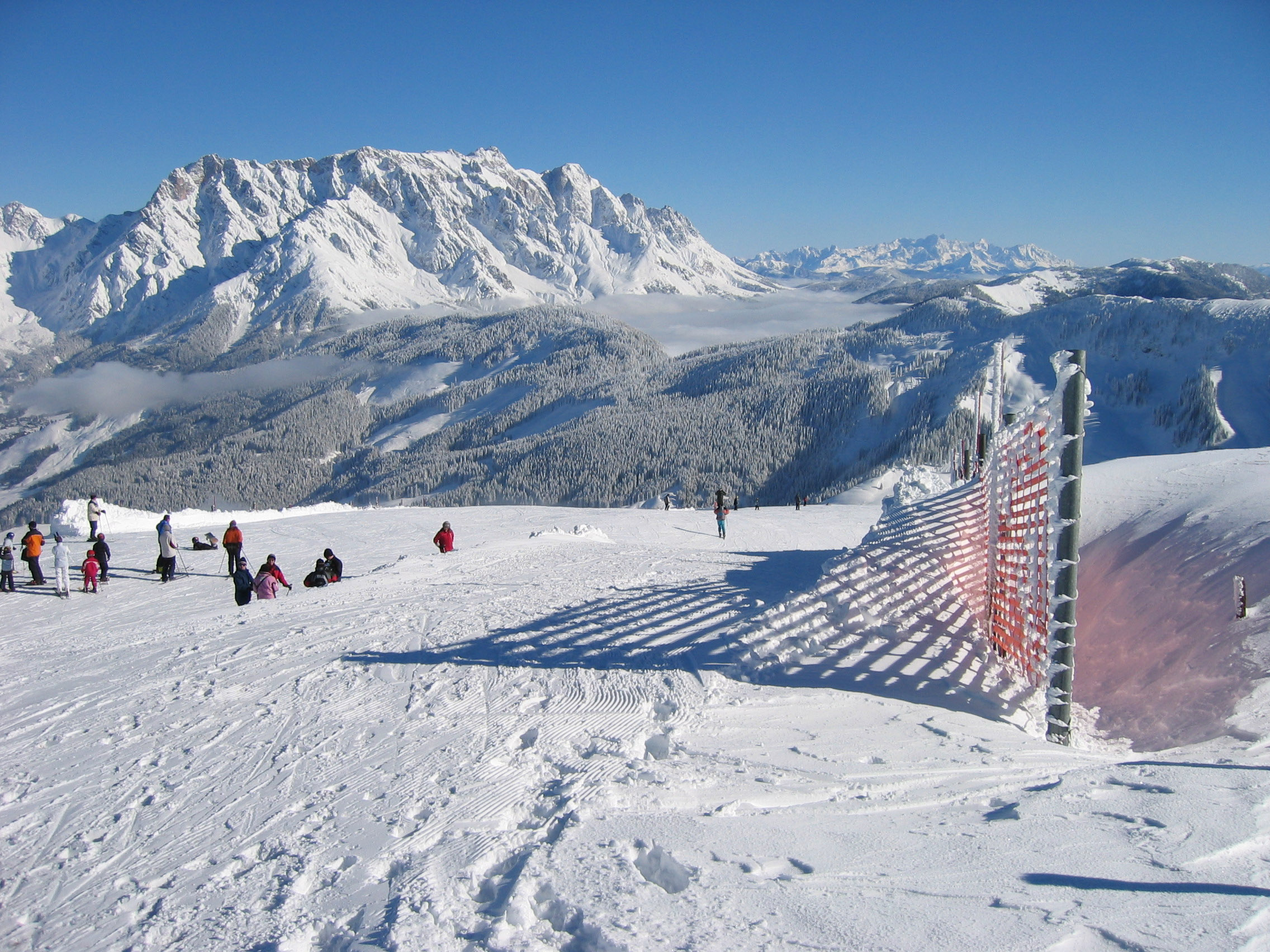
Skiregion Hochkönig, bei Hinterthal (Gemeinde Maria Alm)
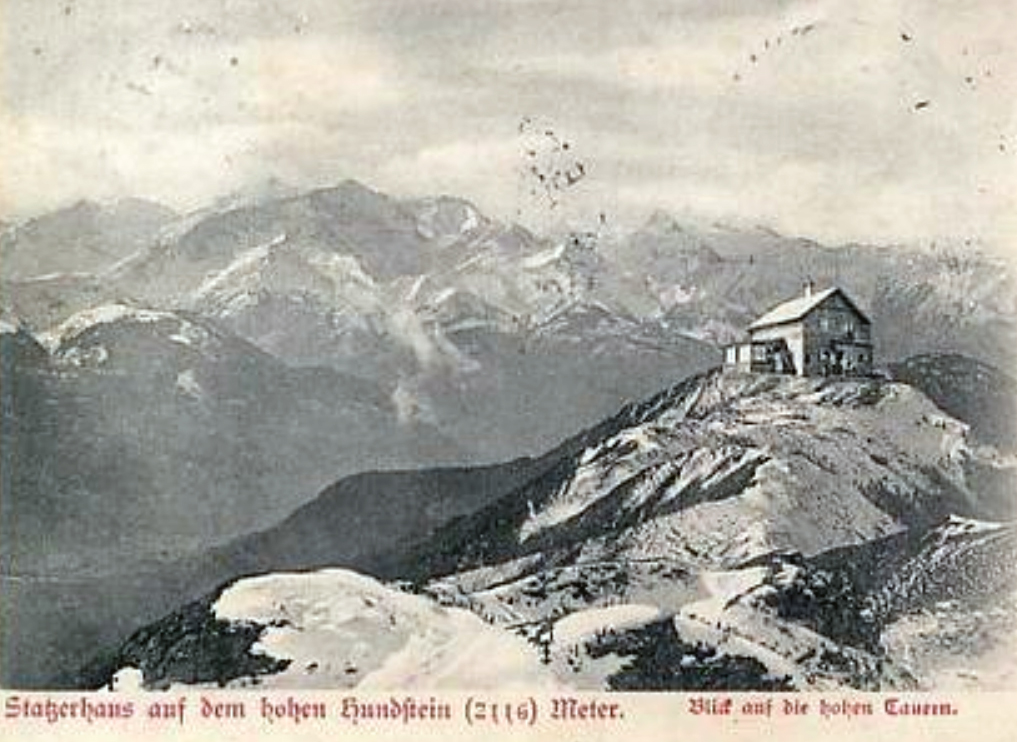
Statzerhaus am Hundstein
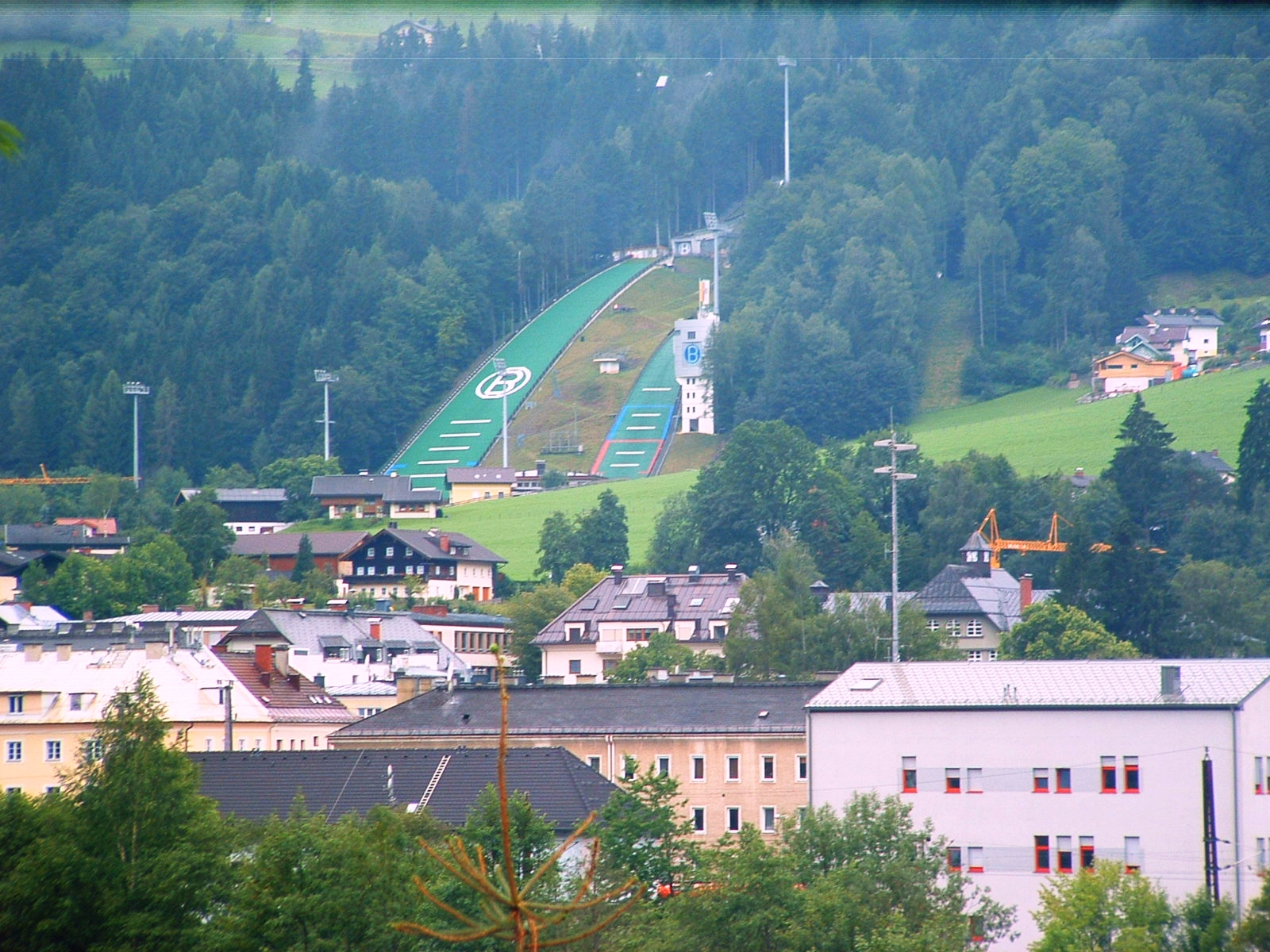
Paul-Außerleitner-Schanze, Bischofshofen